# Ардизия эллиптическая
Ардизия эллиптическая (лат. Ardisia elliptica) — вид цветковых растений рода Ардизия семейства Первоцветные (Primulaceae) подсемейства Мирсиновые (Myrsinoideae), произрастающий в Индии, Индонезии, Японии, Малайзии, Филиппинах, Шри-Ланке и Вьетнаме. Натурализован во всей тропической зоне.

## Описание

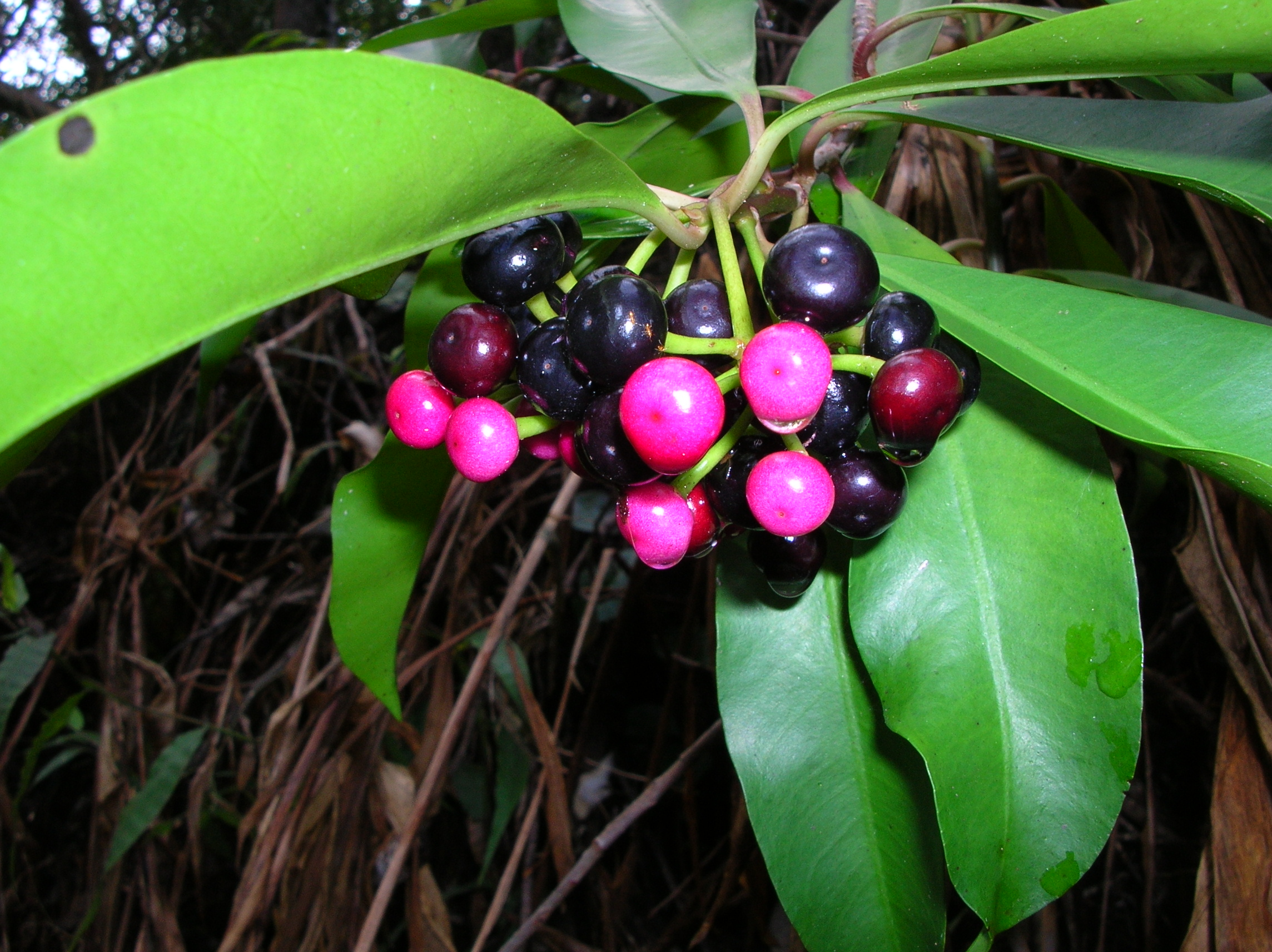
Плоды

Вечнозеленый кустарник высотой до 5 м. Листья обратнояйцевидные, 6-12 см длиной и 3-5 см шириной, кожистые, с острым концом. Цветы белые или розовые, 6-8 мм в диаметре, соцветие - зонтик. Плод от красного до темно-пурпурного цвета 8 мм в диаметре.

## Инвазивность
Ардизия эллиптическая была введена в культуру как декоративный вид и впоследствии стала инвазионным видом в Пуэрто-Рико, тропической части Австралии, Южной Флориде, на Карибах, Сейшеллах, Маскаренских островах и некоторых островах Тихого океана, таких как Гавайи.
В идеальных условиях растение Ардизии эллиптической достигает зрелости через 2-4 года на открытой местности и 1-2 года в тени. Взрослое растение может давать до 400 плодов в год. Семена сохраняют всхожесть в течение полугода, однако проростки и молодые растения могут долгое время жить в глубокой тени, а дотянувшись до света быстро переходить в зрелое репродуктивное состояние. Плоды ардизии также поедаются птицами и млекопитающими и таким образом распространяются на новые территории.

## Статус
Некоторыми ботаниками виды Ардизия приземистая, Ардизия пасленовая и Ардизия эллиптическая объединяются в один вид.